# Isabelle Stengers
Pour les articles homonymes, voir Stengers.
 (février 2023).
Isabelle Stengers, née en 1949 à Bruxelles, est une philosophe belge. Spécialiste de la pensée de Whitehead et de philosophie des sciences. Inspirée par la pensée de Félix Guattari et de Donna Haraway, elle développe une conception constructiviste du savoir scientifique et une écologie des pratiques attentives aux phénomènes d'interdépendance dans le monde vivant. 

## Aperçu biographique
Licenciée en chimie de l'université libre de Bruxelles (ULB), lectrice de Whitehead, de Simondon et de Starhawk, collaboratrice régulière de la revue Multitudes, Isabelle Stengers enseigne la philosophie des sciences à l'ULB. Elle est aussi membre du comité d'orientation de la revue d'écologie politique Cosmopolitiques. En 1990, elle est à l'origine, avec Philippe Pignarre, de la création de la maison d'édition Les Empêcheurs de penser en rond Elle est la fille de l’historien Jean Stengers.

### Distinctions
- 1993 : grand prix de philosophie de l'Académie française pour l'ensemble de son œuvre
- 1996 : prix quinquennal de l'essai de la Communauté française de Belgique pour son livre L’invention des sciences modernes
- 2010 : prix scientifique Ernest-John Solvay en sciences humaines et sociales (prix quinquennal du FNRS)[2]

## Axes de recherches
Isabelle Stengers se fait connaître dès son premier ouvrage (alors qu'elle est encore doctorante), La Nouvelle Alliance (1979), coécrit avec le prix Nobel de chimie Ilya Prigogine, consacré notamment à la question du temps et de l’irréversibilité, et qui s'efforce de développer une critique de la rationalité physique issue de Newton (accusé d'avoir désenchanté le monde) et incarnée à l'époque à leurs yeux par Jacques Monod. L'ouvrage, qui essaie de fonder une nouvelle physique (avec Prigogine en lieu et place de Newton et faisant de la thermodynamique un nouveau principe d'explication général), fut un succès de librairie à son époque mais suscita aussi une controverse. Stengers revint d'ailleurs sur certaines audaces de cette thèse dans ses Cosmopolitiques. 
Elle s'intéresse ensuite, en faisant appel entre autres aux théories de Michel Foucault et de Gilles Deleuze, à la critique de la prétention autoritaire de la science moderne. Stengers souligne ainsi l'omniprésence de l'argument d'autorité dans la science, ainsi lorsqu'on fait appel aux « experts » pour trancher le débat, comme s'il n'y avait pas de réel différend politique à la source du débat lui-même. Il est important de noter qu'elle ne fait aucunement partie de la mouvance déconstructionniste, pour qui la science ne serait qu'un ensemble de conventions verbales et construits sociaux. Elle développe une approche critique du positivisme et affirme l'importance du récit dans la constitution et la présentation du savoir scientifique, car celui-ci autorise son intelligibilité,. L'intérêt qu'elle porte à la science-fiction s'inscrit dans cette volonté d'échapper au scientisme et au moralisme par la stimulation de l’imaginaire et une réflexion sur les possibles.
Puis elle travaille sur la critique de la psychanalyse et, notamment, de la répression, par cette dernière, de l'hypnose, rencontrant par ce biais Léon Chertok. Elle est aussi amenée à contribuer au corpus Le Livre noir de la psychanalyse, où elle rencontre un autre auteur de cet ouvrage, l'ethnopsychologue Tobie Nathan, avec qui elle rédige ensuite un exposé de ses idées sur la psychothérapie.
Elle se consacre depuis une quinzaine d’années à une réflexion autour de l’idée d’une écologie des pratiques, d’inspiration constructiviste. En témoignent les sept volumes des Cosmopolitiques, publiés aux Empêcheurs de penser en rond/La Découverte, mais aussi ses livres consacrés à la psychanalyse (La Volonté de faire science, 1992), à l’hypnose (L’Hypnose entre science et magie, 2002), à l’économie et à la politique (La Sorcellerie capitaliste, avec Philippe Pignarre, 2005), ou encore à la philosophie (Penser avec Whitehead, 2006). Sa conception de l'écologie met l'accent sur les liens et les interdépendances qui existent dans le monde vivant, sans nier leur part de conflictualité, ainsi que sur la nécessité de penser les interconnexions entre les pratiques, notamment entre science et politique.
Selon L'Humanité, « ses travaux, très denses et créatifs, sont une bouffée d’oxygène intellectuelle pour penser un autre monde possible et une source stimulante pour vivre les luttes anticapitalistes. »

## Activité politique et prise de position
Elle est active dans le parti Verts pour une gauche alternative (VEGA), un mouvement politique belge francophone issu de la scission d'une partie de l'aile gauche d'Ecolo en mai 1986. Lors des premières élections régionales bruxelloises en juin 1989, VEGA tenta de présenter une liste sous le sigle VERTS, mais Ecolo, qui avait entre-temps enregistré le sigle, déposa plainte et la liste dut porter la dénomination VERS-GA. Elle était emmenée par la seule personnalité membre de ce parti, Isabelle Stengers. Elle obtint 2 558 voix, soit 0,58 % des suffrages, et aucun siège.
Elle est rangée par la Radio-télévision belge de la Communauté française (RTBF) parmi les « tenants de la gauche libertaire, anti-autoritaire » soutenant le Parti du travail de Belgique
En juin 2017, elle cosigne avec une vingtaine d'intellectuels une tribune de soutien à Houria Bouteldja dans le journal Le Monde, qui affirme notamment que « ce qui est visé à travers la violence des attaques qui la ciblent, c’est l’antiracisme politique dans son ensemble ». Ce texte est décrit par Jack Dion, journaliste à Marianne, comme étant « ahurissant d’allégeance à une dame qui a exposé son racisme au vu et au su de tous ».
En 2022, elle fait partie des 20 coprésidents de l'association appui financier des Soulèvements de la Terre.

## Publications

### Contributions en colloques et congrès
- Intervention au colloque Recherche Responsable No 2, du 29 mai 2018 à l'EHESS à l'initiative de Sciences Citoyennes (association). Tension entre liberté de recherche et responsabilité (filmée, transcrite et disponible sur la Wikiversité).

### Ouvrages personnels
- La Volonté de faire science. À propos de la psychanalyse, Paris, Les Empêcheurs de penser en rond, 1992
- L’Invention des sciences modernes, Paris, La Découverte, 1993 (réédition Flammarion, « Champs » no 308)
- Souviens-toi que je suis Médée, Paris, Les Empêcheurs de penser en rond, 1993
- Sciences et pouvoirs. Faut-il en avoir peur ? Bruxelles, Labor, 1997 (réédition La Découverte)
- Cosmopolitiques, en 7 volumes : La guerre des sciences ; L’invention de la mécanique ; Thermodynamique : la réalité physique en crise ; Mécanique quantique : la fin du rêve ; Au nom de la flèche de temps : le défi de Prigogine ; La vie et l’artifice : visages de l’émergence ; Pour en finir avec la tolérance, Paris, La Découverte/Les Empêcheurs de penser en rond, 1997 (réédition Paris, La Découverte, 2003)
- La guerre des sciences aura-t-elle lieu ? , Paris, Les Empêcheurs de penser en rond, 2001
- L'Hypnose entre magie et science, Paris, Les Empêcheurs de penser en rond, 2002
- Penser avec Whitehead. Une libre et sauvage création de concepts, Paris, Le Seuil, « L’ordre philosophique », 2002
- La Vierge et le neutrino. Quel avenir pour les sciences ?, Paris, Les Empêcheurs de penser en rond, 2006
- Au temps des catastrophes. Résister à la barbarie qui vient, Paris La Découverte, 2008
- Une autre science est possible ! Manifeste pour un ralentissement des sciences, Paris, Les Empêcheurs de penser en rond/La Découverte, 2013
- Civiliser la modernité ? Whitehead et les ruminations du sens commun, Dijon, Les presses du réel, 2017
- Réactiver le sens commun. Lecture de Whitehead en temps de débâcle, Paris, Les Empêcheurs de penser en rond/La Découverte, 2020

### Ouvrages en collaboration
- avec Ilya Prigogine, La Nouvelle Alliance. Métamorphose de la science, Paris, Gallimard, 1979 (réédition « Folio-Essais » no 26)
- avec Ilya Prigogine, Entre le temps et l’éternité, Paris, Fayard, 1988 (réédition Flammarion, « Champs » no 262)
- avec Judith Schlanger, Les concepts scientifiques : invention et pouvoir, Paris, La Découverte, 1989
- avec Léon Chertok, Le Cœur et la Raison. L’hypnose en question de Lavoisier à Lacan, Paris, Payot, 1989
- avec Léon Chertok, L’Hypnose, blessure narcissique, Paris, Les Empêcheurs de penser en rond, 1990
- avec Léon Chertok et Didier Gille, Mémoires d’un hérétique, Paris, La Découverte, 1990
- avec Olivier Ralet, Drogues. Le défi hollandais, Paris, Les Empêcheurs de penser en rond, 1991
- avec Bernadette Bensaude-Vincent, Histoire de la chimie, Paris, La Découverte, 1993
- avec Tobie Nathan, Médecins et sorciers, Paris, Les Empêcheurs de penser en rond, 1995
- avec Jan Marejko, Ilya Prigogine, etc., Temps cosmique et histoire humaine, Vrin, Paris, 1996,
- avec Tobie Nathan et Lucien Hounkpatin, La damnation de Freud, Paris, Les Empêcheurs de penser en rond, 1997
- avec Bernadette Bensaude-Vincent, 100 mots pour commencer à penser les sciences, Paris, Les Empêcheurs de penser en rond, 2003
- avec Pierre Sonigo, L’Évolution, Coll. « Mot à Mot », Paris, EDP Sciences, 2003
- avec Philippe Pignarre, La Sorcellerie capitaliste, Paris, La Découverte, 2005
- avec Vinciane Despret, Les Faiseuses d'histoires : que font les femmes à la pensée ?, Paris, Les Empêcheurs de penser en rond, 2011
- avec Bruno Latour, Christophe Bonneuil, Pierre de Jouvancourt, Dipesh Chakrabarty, Giovanna di Chiro, Déborah Danowski, Eduardo Viveiros de Castro, De l'univers clos au monde infini, textes réunis et présentés par Émilie Hache, Paris, Dehors, 2014.

### Direction scientifique d’ouvrages collectifs
- D’une science à l’autre. Des concepts nomades, Paris, Seuil, 1987
- Importance de l’hypnose, Paris, Les Empêcheurs de penser en rond, 1993
- L’Effet Whitehead, Paris, Vrin, 1994
- Gestes spéculatifs, Dijon, Presses du réel, 2016

### Contributions dans des ouvrages collectifs
- Le Livre noir de la psychanalyse, sous la direction de Catherine Meyer, 2005, Les Arènes  (ISBN 2-912485-88-6)

### Préfaces et postfaces
- Claude de Jonckheere, Agir envers autrui : Modèles d'action dans les professions de l'aide psychosociale, Delachaux et Niestlé, 2001
- Collectif sans ticket, Le livre-accès, Le Cerisier, 2001
- Starhawk, Femmes, magie et politique, Paris, Les Empêcheurs de penser en rond, 2003
- Anne Querrien, L'école mutuelle, une pédagogie trop efficace ?, Paris, Les Empêcheurs de penser en rond, 2005
- Didier Debaise, Un empirisme spéculatif. Lecture de Procès et réalité de Whitehead, Paris, Vrin, 2006
- Étienne Souriau, Les Différents Modes d'existence, Paris, PUF, 2009. (Le sphinx de l'œuvre, texte rédigé en collaboration avec Bruno Latour)
- Josep Rafanell i Orra, En finir avec le capitalisme thérapeutique. Soin, politique et communauté, Paris, Les Empêcheurs de penser en rond, 2011
- David Abram, Comment la Terre s'est tue. Paris: La Découverte 2013
- Martin Savransky, The Adventure of Relevance. Basingstoke: Palgrave Macmillan, 2016.
- Kim Hendrickx, Health without Bodies. Health Claims and Scientific Evidence on the European Market. London: Palgrave Macmillan, 2023.

### Entretiens
- Isabelle Stengers et Marin Schaffner (postface Émilie Hache), Résister au désastre : dialogue avec Martin Schaffner, Marseille/01-Péronnas, Wildproject, coll. « Petite bibliothèque d'écologie populaire », 2019, 87 p. (ISBN 978-2-918-490-920).

- Isabelle Stengers et Nicole Mathieu, « Discipline et interdiscipline : la philosophe de « l'écologie des pratiques » interrogée », Natures, Sciences, Sociétés, vol. 8, no 3,‎ 2000, p. 51-58 (ISSN 1240-1307, e-ISSN 1765-2979, lire en ligne, consulté le 14 décembre 2019).

## Audiovisuel

### Scénariste
- 1984 : Irène et Fred, téléfilm de Roger Kahane

### Débats télévisés
- 1996 : Les chercheurs d'ovni, soirée thème-débat ARTE du 17 mars 1996, réalisé par Philippe Nahoun